# ژیدیلیه
ژیدیلیه (به صربی: Židilje) یک روستا در صربستان است که در دسپوتوواتس واقع شده‌است.